# Turcinești
Turcinești – wieś w Rumunii, w okręgu Gorj, w gminie Turcinești. W 2011 roku liczyła 1113 mieszkańców.